# ويليام أندرسون
ويليام أندرسون (بالإنجليزية: William Anderson)‏ (1 يناير 1860 بغلاسكو في المملكة المتحدة - ) هو لاعب كرة قدم بريطاني (وحمل سابقاً جنسية المملكة المتحدة لبريطانيا العظمى وأيرلندا) في مركز جناح ‏. شارك مع منتخب اسكتلندا لكرة القدم. أما مع النوادي، فقد لعب مع نادي كوينز بارك.

## وصلات خارجية
- ويليام أندرسون على موقع الاتحاد الإسكتلندي (الإنجليزية)